# Earle Higgins
Earle Brent Higgins (Ann Arbor, 30 dicembre 1946) è un ex cestista statunitense, professionista nella ABA.
È il padre di Sean Higgins.

## Carriera
Venne selezionato dai San Francisco Warriors al terzo giro del Draft NBA 1970 (36ª scelta assoluta).